# Decaschistia ficifolia
Decaschistia ficifolia là một loài thực vật có hoa trong họ Cẩm quỳ. Loài này được Mart. mô tả khoa học đầu tiên năm 1888.